# Los Ríos, Baoruco
Los Ríos är en kommun i Dominikanska republiken.   Den ligger i provinsen Baoruco, i den sydvästra delen av landet, 170 km väster om huvudstaden Santo Domingo. Antalet invånare är i kommunen är cirka 7 700.
Terrängen runt Los Ríos är varierad. Runt Los Ríos är det ganska glesbefolkat, med 28 invånare per kvadratkilometer. Närmaste större samhälle är Duvergé, 17,3 km söder om Los Ríos.